# José Espinal
José Elpys Espinal Marte (Santo Domingo, 14 novembre 1982) è un ex calciatore dominicano, di ruolo attaccante.

## Biografia
Vissuto fin da bambino in Italia, ha un fratello gemello, Vinicio, anch'egli calciatore. Possiede il passaporto italiano.

## Carriera

### Giocatore

#### Club
È cresciuto nelle giovanii dell'Atalanta. Gioca in prima squadra per due stagioni. Nell'estate del 2001 viene ceduto all'Alzano Virescit, militante in Serie C1. Dopo una stagione in cui colleziona 14 presenze e una rete in campionato, viene ceduto all'AlbinoLeffe. Nel 2003 si trasferisce al Saronno, in Serie D. Nella sessione invernale del calciomercato viene ceduto alla Nuova Albano. Nell'estate 2004 viene acquistato dal Sapri, con cui colleziona solamente 3 presenze in campionato. Nel 2005 si trasferisce alla Sanremese, in Serie C2. Nel 2006 viene acquistato dal Novara, squadra della Serie C1. Con il Novara gioca per due stagioni, prima di essere ceduto in prestito al Gela e poi al Rovigo. Nell'estate 2009 viene acquistato dal Cesena, squadra della Serie B. Con il Cesena gioca solamente una partita di campionato, senza segnare. Nella sessione invernale del calciomercato viene ceduto in prestito alla Giacomense.
Nell'estate del 2010 passa a titolo definitivo al Eupen, in prima divisione belga; nella sua prima stagione mette a segno una sola rete, con la squadra che a fine anno retrocede nella categoria inferiore. Viene riconfermato anche per la stagione successiva, nella quale, comprendendo i play-off, segna 6 gol in 32 presenze. Nel dicembre 2012 passa al Verbano, squadra di Serie D.
Il 30 giugno 2013 rimane svincolato e il 22 luglio seguente parte per il ritiro a Coverciano dei calciatori svincolati sotto l'egida dell'AIC. Nel settembre 2013 ritorna al Verbano, in Eccellenza, per la stagione 2013-2014. Nel dicembre 2013 passa al Carlin's Boys, in Promozione. Nel 2015 viene acquistato dal Pietra Ligure. Rimasto svincolato, il 15 luglio 2016 l'Ospedaletti annuncia il suo ingaggio.

#### Nazionale
Debutta in nazionale il 31 agosto 2014, in El Salvador-Repubblica Dominicana. Ha collezionato in totale, con la maglia della nazionale, 2 presenze.

### Dirigente
Il 15 luglio 2016 l'Ospedaletti ne annuncia l'ingaggio sia come calciatore che come responsabile del settore giovanile.

## Statistiche

### Cronologia presenze e reti in nazionale
| Cronologia completa delle presenze e delle reti in nazionale ― Rep. Dominicana | Cronologia completa delle presenze e delle reti in nazionale ― Rep. Dominicana | Cronologia completa delle presenze e delle reti in nazionale ― Rep. Dominicana | Cronologia completa delle presenze e delle reti in nazionale ― Rep. Dominicana | Cronologia completa delle presenze e delle reti in nazionale ― Rep. Dominicana | Cronologia completa delle presenze e delle reti in nazionale ― Rep. Dominicana | Cronologia completa delle presenze e delle reti in nazionale ― Rep. Dominicana | Cronologia completa delle presenze e delle reti in nazionale ― Rep. Dominicana |
| Data                                                                           | Città                                                                          | In casa                                                                        | Risultato                                                                      | Ospiti                                                                         | Competizione                                                                   | Reti                                                                           | Note                                                                           |
| ------------------------------------------------------------------------------ | ------------------------------------------------------------------------------ | ------------------------------------------------------------------------------ | ------------------------------------------------------------------------------ | ------------------------------------------------------------------------------ | ------------------------------------------------------------------------------ | ------------------------------------------------------------------------------ | ------------------------------------------------------------------------------ |
| 31-8-2014                                                                      | San Salvador                                                                   | El Salvador                                                                    | 2 – 0                                                                          | Rep. Dominicana                                                                | Amichevole                                                                     | -                                                                              | 35’                                                                            |
| 3-9-2014                                                                       | Saint John's                                                                   | Rep. Dominicana                                                                | 0 – 1                                                                          | Antigua e Barbuda                                                              | Qual. Gold Cup 2015                                                            | -                                                                              | 72’                                                                            |
| Totale                                                                         |                                                                                | Presenze                                                                       | 2                                                                              |                                                                                | Reti                                                                           | 0                                                                              |                                                                                |

## Palmarès

### Club

#### Competizioni giovanili
- Coppa Italia Primavera: 2

Atalanta: 1999-2000, 2000-2001
- Trofeo Dossena: 1

Atalanta: 1999